# Christopher Reeve
Christopher D’Olier Reeve (ur. 25 września 1952 w Nowym Jorku, zm. 10 października 2004 w Mount Kisco) – amerykański aktor, producent filmowy, reżyser, scenarzysta i pisarz.
Odtwórca roli Clarka Kenta / Supermana w filmach: Superman (1978), Superman II (1980), Superman III (1983) i Superman IV (1987).
15 kwietnia 1997 otrzymał własną gwiazdę w Alei Gwiazd w Los Angeles znajdującą się przy 7021 Hollywood Boulevard. W 1998 ukazała się jego autobiografia Still Me, która stała się bestsellerem.
Film Superman: Powrót został zadedykowany jego pamięci.

## Życiorys

### Wczesne lata
Był starszym synem dziennikarki Barbary Pitney z d. Lamb (1929–2000) i nauczyciela, powieściopisarza, poety i uczonego Franklina D’Oliera Reeve’a (1928–2013). Jego rodzina była pochodzenia angielskiego i walijskiego. Miał młodszego brata Benjamina (ur. 1953), sędziego. W 1956 jego rodzice się rozwiedli. W 1959 jego matka ponownie wyszła za maklera giełdowego Tristama B. Johnsona (1919–2004).
Gdy miał dziesięć lat, przyłączył się do amatorskiej grupy teatralnej The Yeomen of the Guard w McCarter Theater w Princeton. Latem 1968 został przyjęty jako praktykant Williamstown Theatre Festival w stanie Massachusetts, gdzie zachwycił swoim występem aktorkę Olympię Dukakis w przedstawieniu Widok z mostu (A View from the Bridge). Zagrał także rosyjskiego marynarza w sztuce Zakładnik (The Hostage) i Beljajewa w spektaklu Miesiąc na wsi (A Month in the Country). W 1970 ukończył prywatną szkołę Princeton Country Day, gdzie został honorowym uczniem i grał w piłkę nożną, baseball, tenis i hokej.
W 1974 otrzymał licencjat Cornell University w Ithace, w stanie Nowy Jork i studiował teatr w prestiżowej Juilliard School z Robinem Williamsem.

### Kariera
Po epizodycznej roli oficera w dramacie telewizyjnym PBS Wrogowie (Enemies, 1974) pojawił się w operze mydlanej CBS Miłość życia (Love of Live, 1974–76) jako Ben Harper, antagonistyczny charakter z poligamistycznym stylem życia i przeszłością karną.
Grywał na Broadwayu w sztukach: Sprawa Gravity (A Matter of Gravity, 1976) w roli Nicky’ego u boku Katharine Hepburn, Urodzony czwartego lipca (Fifth of July, 1980–82) jako Ken Talley Jr. z Jeffem Danielsem i Swoosie Kurtz oraz Wesele Figara (The Marriage of Figaro, 1985) jako hrabia Almaviva z Mary Elizabeth Mastrantonio, a także w produkcjach off-broadwayowskich.
Był brany pod uwagę do głównej roli w serialu Człowiek z Atlantydy (1977) oraz w filmach: Amerykański żigolak (1980), Żar ciała (1981), Bunt na Bounty (1984), Miłość, szmaragd i krokodyl (1984) i Pretty Woman (1990), a także do roli Masona Vergera w Hannibalu (2001).
Międzynarodowy rozgłos przyniosła mu kreacja Clarka Kenta/Supermana w filmie Richarda Donnera Superman (1978), za którą otrzymał nagrodę Brytyjskiej Akademii Sztuk Filmowych i Telewizyjnych (BAFTA) i nominację do nagrody Saturna. Sukces kasowy filmu sprawił, że powstały trzy sequele: w 1980 (nominacja do Saturna), 1983 (nominacja do Saturna) i 1987.
Za rolę scenarzysty Richarda Colliera w melodramacie fantasy Gdzieś w czasie (Somewhere in Time, 1980) z Jane Seymour odebrał nagrodę na Fantafestival w Rzymie i był nominowany do nagrody Saturna. Za krytycznie ocenioną rolę magnata przemysłowego, zakochanego w sobie Blaine’a Binghama w czarnej komedii Za kamerą (Switching Channels, 1988) był nominowany do Złotej Maliny dla najgorszego aktora drugoplanowego.
Był na okładkach „Bravo” (w styczniu 1979), „People” (w styczniu 1979 i październiku 2004), „GQ” (w październiku 1979), „After Dark” (w październiku 1980) i „Time” (w sierpniu 1996).
Kreacja sparaliżowanego architekta Jasona Kempa w telewizyjnym dreszczowcu Hallmark/ABC Okno na podwórze (Rear Window, 1998) z Daryl Hannah, remake’u filmu Alfreda Hitchcocka, którego był również producentem, przyniosła mu nominację do Złotego Globu. Rok później wyreżyserował dramat telewizyjny HBO Przed zmierzchem (In the Gloaming) z udziałem Glenn Close, Bridget Fondy, Whoopi Goldberg, Roberta Seana Leonarda i Davida Strathairna.
Został przewodniczącym Rady Dyrektorów Amerykańskiego Stowarzyszenia Sparaliżowanych, która uświadamia ludzi, jak ważne są badania dotyczące paraliżu. Po wypadku zaangażował się także w politykę, był zwolennikiem demokratów. Stał się rzecznikiem ludzi niepełnosprawnych. Zgodził się testować na sobie nowe metody terapii, mające naprawić uszkodzony rdzeń kręgowy, w związku z tym był zwolennikiem dopuszczenia terapii z użyciem komórek macierzystych pobranych z ludzkich płodów.

## Życie prywatne
W latach 1978–1987 był w nieformalnym związku z modelką Gae Exton, z którą miał syna Matthew (ur. 20 grudnia 1979) i córkę Alexandrę (ur. 23 listopada 1983). 11 kwietnia 1992 poślubił Danę Morosini (1961–2006). Mieli syna Willa (ur. 1992).
27 maja 1995 roku podczas zawodów jeździeckich w Culpeper w stanie Wirginia spadł z konia, w wyniku czego doznał złamania kręgosłupa i został sparaliżowany . Następnie trafił do Kessler Rehabilitation Center w West Orange w stanie New Jersey. Obrażenia były tak poważne, że nie był w stanie samodzielnie oddychać. Odtąd żył podłączony do respiratora.
Wraz z żoną Daną otworzył w Short Hills w stanie New Jersey pierwszy ośrodek, w którym ludzi sparaliżowanych uczono normalnego życia. Jego żona była założycielką i dyrektorem fundacji im. Christophera Reeve’a, która wspierała badania nad leczeniem skutków paraliżu.

### Śmierć
W wyniku ogólnoustrojowego zakażenia mającego źródło w odleżynach aktor zapadł w śpiączkę 9 października 2004, a dzień później zmarł w Mount Kisco w wieku 52 lat.

## Filmografia

### Filmy fabularne
| Rok  | Tytuł                                                                                   | Rola                                          | Reżyser                                        |
| ---- | --------------------------------------------------------------------------------------- | --------------------------------------------- | ---------------------------------------------- |
| 1978 | Tragedia Neptuna (Gray Lady Down)                                                       | Phillips                                      | David Greene                                   |
| 1978 | Superman                                                                                | Superman / Clark Kent / Kal-El                | Richard Donner                                 |
| 1979 | Muppety jadą do Hollywood (The Muppets Go Hollywood)                                    | w roli samego siebie                          | Stan Harris                                    |
| 1980 | Superman II                                                                             | Superman / Clark Kent / Kal-El                | Richard Lester, Richard Donner                 |
| 1980 | Gdzieś w czasie (Somewhere in Time)                                                     | Richard Collier                               | Jeannot Szwarc                                 |
| 1982 | Śmiertelna pułapka (Deathtrap)                                                          | Clifford Anderson                             | Sidney Lumet                                   |
| 1982 | Monsignor                                                                               | ks. John Flaherty                             | Frank Perry                                    |
| 1983 | Superman III                                                                            | Superman / Zły Superman / Clark Kent / Kal-El | Richard Lester                                 |
| 1984 | Bostończycy (The Bostonians)                                                            | Basil Ransome                                 | James Ivory                                    |
| 1985 | Lotnik (The Aviator)                                                                    | Edgar Anscombe                                | George T. Miller                               |
| 1985 | Anna Karenina (TV)                                                                      | hrabia Wroński                                | Simon Langton                                  |
| 1987 | Superman IV (Superman IV: The Quest for Peace)                                          | Superman / Clark Kent / Kal-El                | Sidney J. Furie                                |
| 1987 | Cwaniak (Street Smart)                                                                  | Jonathan Fisher                               | Jerry Schatzberg                               |
| 1988 | Za kamerą (Switching Channels)                                                          | Blaine Bingham                                | Ted Kotcheff                                   |
| 1988 | Wielka ucieczka 2: Nieopowiedziana historia (The Great Escape II: The Untold Story, TV) | major John Dodge                              | Paul Wendkos, Jud Taylor                       |
| 1990 | Róża i szakal (The Rose and the Jackal, TV)                                             | Allan Pinkerton                               | Jack Gold                                      |
| 1990 | Święto ziemi urodzinowe (Earthday Birthday, TV)                                         | It Zwibble                                    | Michael Sporn (głos)                           |
| 1991 | Mroczna przemoc (Bump in the Night, TV)                                                 | Lawrence Muller                               | Karen Arthur                                   |
| 1991 | Śmiertelne sny (Death Dreams, TV)                                                       | George Westfield                              | Martin Donovan                                 |
| 1992 | Poza sceną (Noises Off...)                                                              | Frederick Dallas / Philip Brent               | Peter Bogdanovich                              |
| 1992 | Koszmar w biały dzień (Nightmare in the Daylight, TV)                                   | Sean Farrell                                  | Lou Antonio                                    |
| 1992 | Śmiertelne grzechy (Mortal Sins, TV)                                                    | ks. Thomas Cusack                             | Bradford May                                   |
| 1993 | Wilk morski (The Sea Wolf, TV)                                                          | Humphrey Van Weyden                           | Michael Anderson                               |
| 1993 | Tożsamość Willa (Morning Glory, TV)                                                     | Will Parker                                   | Steven Hilliard Stern                          |
| 1993 | Okruchy dnia (The Remains of the Day)                                                   | kongresmen Jack Lewis                         | James Ivory                                    |
| 1994 | Miłosne wybory (Speechless)                                                             | Bob ‘Baghdad’ Freed                           | Ron Underwood                                  |
| 1995 | Poza podejrzeniem (Above Suspicion, TV)                                                 | Dempsey Cain                                  | Steven Schachter                               |
| 1995 | Wioska przeklętych (Village of the Damned)                                              | dr Alan Chaffee                               | John Carpenter                                 |
| 1995 | Czarny Lis (Black Fox', TV)                                                             | Alan Johnson                                  | Steven Hilliard Stern                          |
| 1995 | Czarny Lis: Dobry i zły (Black Fox: Good Men and Bad, TV)                               | Alan Johnson                                  | Steven Hilliard Stern                          |
| 1995 | Czarny Lis: Cena spokoju (Black Fox: The Price of Peace, TV)                            | Alan Johnson                                  | Steven Hilliard Stern                          |
| 1996 | Krok w kierunku do jutra (A Step Toward Tomorrow)                                       | Denny Gabriel                                 | Deborah Reinisch                               |
| 1996 | Bez współczucia: Film o zdolnościach (Without Pity: A Film About Abilities, TV)         | narrator                                      | Michael Mierendorf                             |
| 1997 | Przed zmierzchem (In the Gloaming, TV)                                                  | -                                             | Christopher Reeve                              |
| 1998 | Okno na podwórze (Rear Window, TV)                                                      | Jason Kemp                                    | Jeff Bleckner                                  |
| 2004 | Historia Brooke Ellison (The Brooke Ellison Story, TV)                                  | -                                             | Christopher Reeve                              |
| 2006 | I ty możesz zostać bohaterem (Everyone’s Hero)                                          | -                                             | Christopher Reeve, Colin Brady, Dan St. Pierre |
| 2006 | Superman II (wersja reżyserska)                                                         | Superman / Clark Kent / Kal-El                | Richard Lester, Richard Donner                 |
| 2007 | Christopher Reeve: Hope in Motion                                                       | w roli samego siebie                          | Matthew Reeve                                  |

### Seriale TV
- 1974: Great Performances – odc. Wrogowie (Enemies) jako oficer
- 1974–76: Miłość życia (Love of Life) jako Ben Harper
- 1975: Szeroke światowe misterium (Wide World Mystery)
- 1980: Muppet Show (The Muppet Show) gość programu
- 1981: Saturday Night Live w roli samego siebie
- 1983: Śpiąca królewna (Faerie Tale Theatre – odc. Sleeping Beauty) jako książę
- 1985: Saturday Night Live w roli samego siebie
- 1985: Saturday Night Live jako gospodarz
- 1991: Carol i spółka (Carol & Company) jako Bob
- 1992: Droga do Avonlea (Road to Avonlea) jako Robert Rutherford
- 1992: Opowieści z krypty (Tales from the Crypt – odc. What's Cookin') jako Fred
- 1993: Frasier jako Leonard (głos)
- 1994: Nieprzyjemny świat Penna i Tellera (The Unpleasant World of Penn & Teller)
- 2003: Tajemnice Smallville (Smallville) jako dr Virgil Swann
- 2003: Kancelaria adwokacka (The Practice) jako Kevin Healy
- 2004: Tajemnice Smallville (Smallville) jako dr Virgil Swann

## Nagrody
| Rok  | Nagroda                           | Kategoria                                                   | Tytuł                                   |
| ---- | --------------------------------- | ----------------------------------------------------------- | --------------------------------------- |
| 1979 | Nagroda BAFTA                     | Najbardziej obiecujący debiut aktorski w głównej roli       | Superman (1978)                         |
| 1981 | Fantafestival                     | Najlepszy aktor                                             | Gdzieś w czasie (1980)                  |
| 1996 | Young Artist Award                | Nagroda Jackiego Coogana                                    | –                                       |
| 1997 | Nagroda Emmy                      | Wybitny serial informacyjny lub program specjalny           | Bez litości: film o zdolnościach (1996) |
| 1998 | Nagroda Grammy                    | Najlepszy album słowny mówiony                              | Still Me (1998)                         |
| 1998 | Nagroda Gildii Aktorów Ekranowych | Wybitny występ aktora w filmie telewizyjnym lub miniserialu | Okno na podwórze (1998)                 |
| 2004 | Nagroda im. Juliusza Verne’a      | Nagroda za osiągnięcia                                      | –                                       |

## Publikacje
- Christopher Reeve: Still Me. Random House, 1998. ISBN 0-679-45235-4.
- Christopher Reeve: Nothing is Impossible. Random House, 2004. ISBN 0-345-47073-7.